# رومن ۲۵۱۶
سیارک ۲۵۱۶ (به انگلیسی: 2516 Roman، نامگذاری:1964VY) دو هزار و پانصد و شانزدهمین سیارک کشف شده‌است که در ۶ نوامبر ۱۹۶۴ کشف شد.
قدر مطلق سیارک برابر ۱۳٫۷۰ است.